# Sisor
Sisor is een geslacht van straalvinnige vissen uit de familie van de zuigmeervallen (Sisoridae).

## Soorten
- Sisor barakensis Vishwanath & Darshan, 2005
- Sisor chennuah Ng & Lahkar, 2003
- Sisor rabdophorus Hamilton, 1822
- Sisor rheophilus Ng, 2003
- Sisor torosus Ng, 2003